# 周公畈水库
周公畈水库是中国浙江省衢州市龙游县境内的一座水库，位于衢江支流杨塘垄上，建于1960年。水库正常库容为573万立方米，集雨面积为14平方千米，海拔为64.08米。